# Alleröd

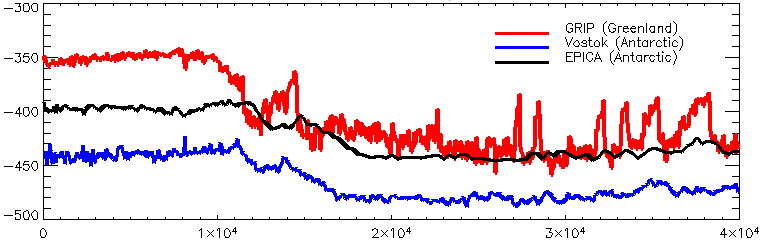
Variation des températures sur les 40000 dernières années (d'après les variations du taux de l'isotope 18O de l'oxygène : plus le est bas et plus les températures moyennes globales sont froides). Les résultats sont issus de carottages dans les glaces du Groenland, du lac Vostok et de données du Projet EPICA. L'époque actuelle est à gauche.

L'Alleröd est une phase de remontée relative des températures qui se produit au cours du Tardiglaciaire, période qui marque la fin de la dernière période glaciaire. Cette phase est datée d'environ 13 900 à 12 900 ans avant le présent (AP) et sépare les phases froides du Dryas moyen et du Dryas récent.

## Historique
Cette phase climatique doit son nom à la ville d'Allerød, au Danemark, où des dépôts de cette période ont été étudiés pour la première fois en 1901 par les géologues danois Nikolaj Hartz et Vilhelm Milthers.

## Climat

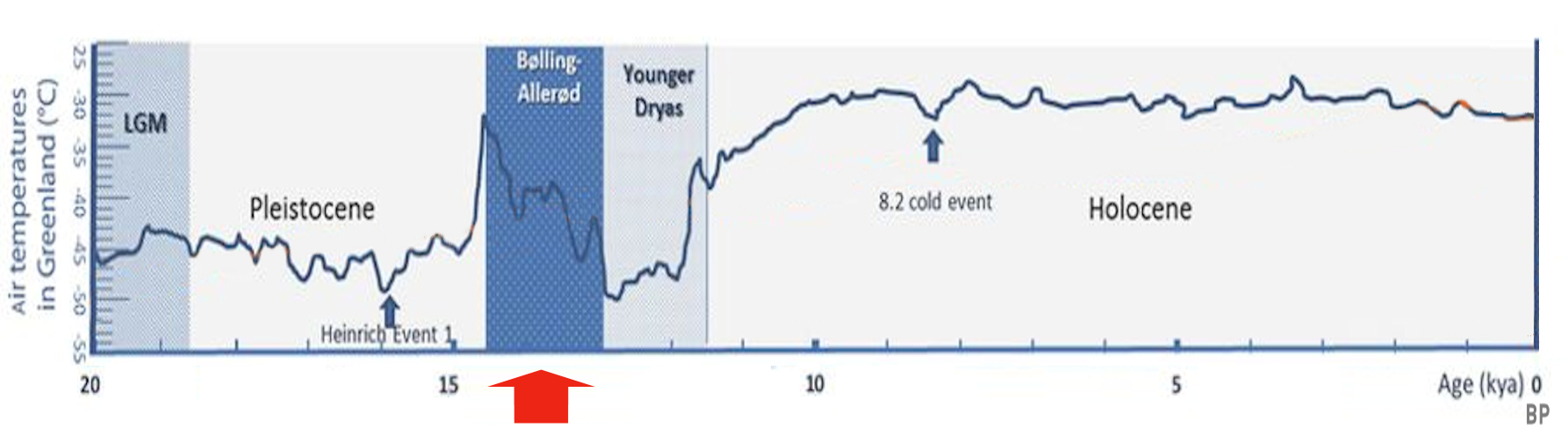
Le réchauffement climatique du Bölling-Alleröd durant le Tardiglaciaire. Évolution des températures sur les 20000 dernières années, d'après des carottages effectués au Groenland. L'époque actuelle est à droite.

Au cours de cette période, les températures remontent à des niveaux intermédiaires entre ceux du dernier maximum glaciaire et ceux que nous connaissons actuellement. Un climat frais s'installe. La végétation remonte vers le Nord, dans des zones précédemment occupées par les glaciers ou par la toundra. Le niveau de la mer remonte d'environ 60 mètres, c'est-à-dire environ la moitié de la remontée cumulée atteinte aujourd'hui. Il est à noter toutefois que les températures de l'Allerôd restent inférieures au niveau atteint durant le Bölling, la précédente phase de réchauffement climatique comprise entre le Dryas ancien et le Dryas moyen, et qu'elles s'inscrivent dans une tendance baissière sur la période. 
À l'Alleröd succède un sévère retour du froid vers 12 900 ans AP, le Dryas récent, qui dure jusqu'au réchauffement brutal qui marque le début de l'Holocène, il y a environ 11 700 ans.

## Préhistoire
Les industries lithiques de l'Alleröd sont généralement assignées à l'Épipaléolithique.